# Juan Madrid
Juan Madrid (Màlaga, 12 de juny de 1947) és un prolífic escriptor, periodista, director i guionista de cinema i TV famós, abans de res, per les seves novel·les policíaques protagonitzades per Toni Romano.

## Biografia
Llicenciat en Història Contemporània per la Universitat de Salamanca, va fer diversos treballs fins a desembocar en el periodisme en 1973. Ha estat redactor a revistes com Cambio 16, a més d'escriure nombrosos reportatges en revistes nacionals i estrangeres.
Publica la seva primera novel·la —Un beso de amigo—, el 1980, després de quedar finalista del premi convocat per la col·lecció Círculo del Crimen de l'editorial Sedmay. Ha publicat quaranta llibres entre novel·les, recopilacions de contes i novel·les juvenils i és considerat un dels màxims exponents de la nova novel·la negra o urbana europea. La seva obra ha estat traduïda a setze llengües.
Exerceix regularment la docència en institucions d'Espanya, França, Itàlia, l'Argentina i Cuba, destacant entre altres l'Escola Internacional de Cinema i TV de San Antonio de los Baños a Cuba i Hotel Kafka de Madrid.
Així mateix, ha estat jurat en nombrosos premis relacionats amb la literatura i el cinema.
Alguns dels seus títols s'han emportat al cinema comDías contados (dirigit per Imanol Uribe). Madrid ha escrit diversos guions de televisió (Brigada Central, la primera sèrie policial íntegrament espanyola emesa per TVE entre novembre de 1989 i febrer de 1990) i és autor de desenes d'arguments per a cinema i televisió. També ha incursionat al cinema com a director: ho va ser de Tánger, el guió de la qual va escriure.
Els guions de Brigada Central van aparèixer com a novel·les en el seu temps, i en 2010 Madrid comença a publicar una nova versió d'aquests guions, revisada i corregit, en tres volums: Flores, el gitano, Asunto de rutina i El hombre del reloj.
El 2012 va guanyar el XIV Premi Unicaja de Novel·la Fernando Quiñones amb Los hombres mojados no temen la lluvia.
El 2020 li fou concedit el Premi Pepe Carvalho, per «el compromís literari, polític i ètic» de l'autor.

## Obres
Sèrie de Toni Romano
- 1. Un beso de amigo, 1980. Sedmay.
- 2. Las apariencias no engañan, 1982. Alianza.
- 3. Regalo de la casa, 1986. Alianza.
- 4. Mujeres & Mujeres, 1995. Alianza.
- 5. Cuentas pendientes, 1995. Alianza.
- 6. Grupo de noche, Espasa-Calpe, 2003
- 7. Adiós, princesa ,2008. Ediciones B.
- 8. Bares nocturnos ,2009. Alianza.

Sèrie Brigada Central
- 01. Flores, el gitano, Ediciones B, Barcelona, 1989
- 02. Sólo para los amigos, Espasa, 1989
- 03. Vistas al mar, Ediciones B, Barcelona, 1989
- 04. Último modelo, Ediciones B, Barcelona, 1989
- 05. Pies de plomo, Ediciones B, Barcelona, 1989
- 06. Asuntos de rutina, Ediciones B, Barcelona, 1989
- 07. Noche sin final, Ediciones B, Barcelona, 1989
- 08. El ángel de la muerte, Ediciones B, Barcelona, 1989
- 09. El cebo, Ediciones B, Barcelona, 1989
- 10. Antigüedades, Ediciones B, Barcelona, 1989
- 11. Desde el pasado, Ediciones B, Barcelona, 1989
- 12. Potitos, Ediciones B, Barcelona, 1990
- 13. El hombre del reloj, Ediciones B, Barcelona, 1990
- 14. Turno de noche, Ediciones B, Barcelona, 1990

Brigada Central
- 1. Flores, el gitano, Ediciones B, Barcelona, 2010
- 2. Asunto de rutina, Ediciones B, Barcelona, 2011
- 3. El hombre del reloj, Ediciones B, Barcelona, 2011

Altres novel·les
- Nada que hacer, 1984. Seix Barral.
- Días contados, 1993. Alianza.
- Viejos amores, 1993. Ediciones B.
- Malos tiempos, 1995. Alianza.
- Tánger, 1997. Acento.
- Restos de carmín, 1999. Espasa.
- Gente bastante extraña, 2001. Espasa.
- Pájaro en mano, 2007. Ediciones B.
- Los hombres mojados no temen la lluvia, 2013. Alianza.
- Perros que duermen, 2017. Alianza.
- Gloria bendita, 2020. Alianza.

Literatura juvenil i d'aventures
- Hotel paraíso, 1985. Anaya.
- Cuartos oscuros, 1993. SM.
- Los cañones de Durango, 1996. Alfaguara.
- Los piratas del Ranghum, 1996. Edebé.
- En el mar de China, 1997. Alfaguara.
- El fugitivo de Borneo, 1998. Alfaguara.
- El hijo de Sandokán, 2003. La Esfera de los Libros.
- Los senderos del tigre, 2005. Alfaguara.
- Huida al sur, 2008. Edebé.
- El rey del mar, 2010. Edebé.

Conte
- Un trabajo fácil, 1984. Laia.
- Jungla, 1988. Ediciones B
- Crónicas del Madrid oscuro, 1994. Aguilar.
- Malos tiempos, 1995. Alianza.
- Cuentos completos, 2009. Incluye Un trabajo fácil, Jungla, Crónicas del Madrid oscuro y Malos tiempos más el relato Vidas criminales. Ediciones B.
- Cuentos del asfalto, 2006. Popular.

Assaig i reportatge
- La mano negra, 1998. Temas de Hoy.
- Amazonas: Un viaje imposible, 2001. Espasa.

## Filmografia
- Al acecho (1987), dirigida per Gerardo Guerrero, basada en la novel·la Nada que hacer
- Días contados (1994), dirigida per Imanol Uribe, basada en la novel·la homónima
- Cortázar: Apuntes para un documental, dir. Eduardo Montes Bradley, Argentina, 2001 (Participació testimonial)
- Ciudades oscuras (2002), del director mexicà Fernando Suriñana, basada en Crónicas del Madrid oscuro
- Tánger (2003), debut de Juan Madrid com a director, basat en la seva novel·la homònima
- La Memoria recobrada: Málaga, 1937, la carretera de la muerte, documental sobre un episodi de la guerra civil espanyola, 2006